# Hackescher Markt
Le Hackescher Markt (« marché de Hacke ») est une place et un important nœud de communication du centre de Berlin, située dans le quartier de Mitte. 

## Situation

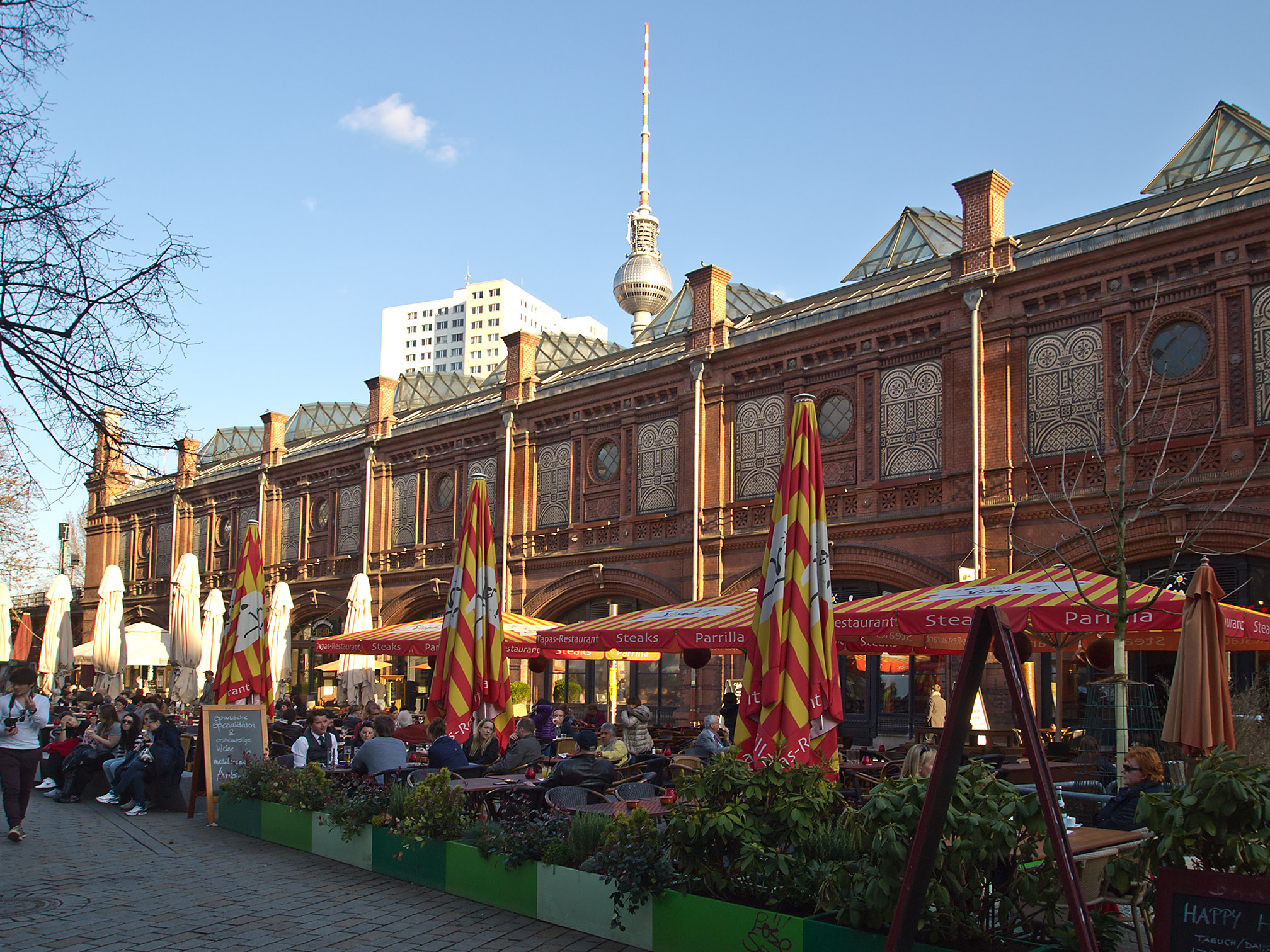
Les boutiques le long du viaduc du S-Bahn.

L'intersection Hackescher Markt se situe dans la localité de Spandauer Vorstadt, au carrefour de Rosenthaler Straße au nord-est, Oranienburger Straße au nord-ouest et An der Spandauer Brücke au sud-est. Plus au sud du carrefour, s'étend l'espace ouvert triangulaire entre la Neue Promenade, An der Spandauer Brücke et Am Zwirngraben qui longe le Stadtbahn de Berlin où circulent plusieurs lignes de S-Bahn sur le viaduc de la gare de Hackescher Markt.
La place est un important centre touristique, située non loin de l'île aux musées et du parc Monbijou. De nombreuses boutiques, restaurants et hôtels se trouvent sur la place, tout comme le centre artistique Hackesche Höfe au nord du carrefour. Un marché et un biergarten s'étalent aussi régulièrement sur la place. Le lieu est en outre connu pour sa vie nocturne.

## Histoire

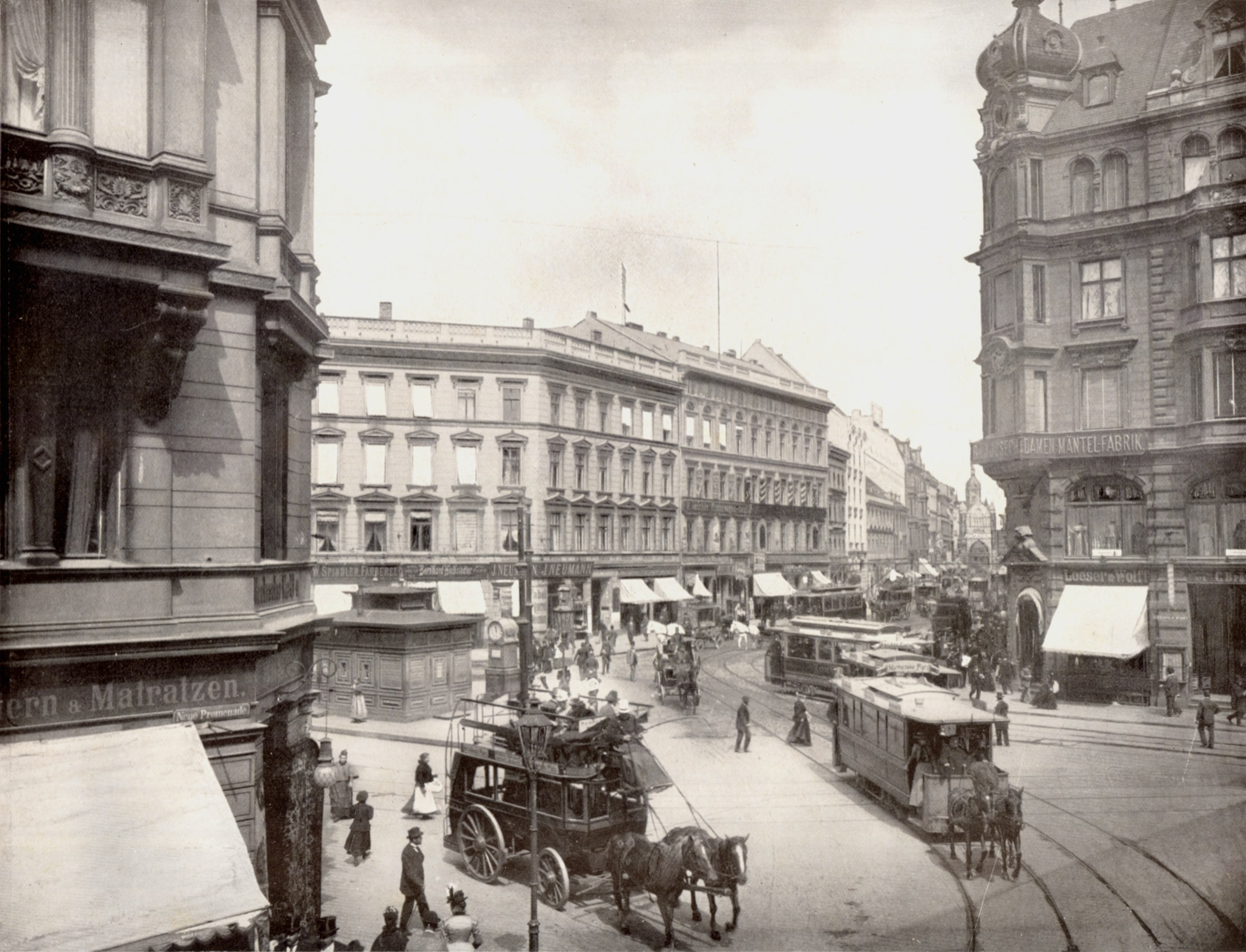
Hackescher Markt vers 1900.

La place se situe sur un ancien marécage, situé juste à l'extérieur de la ville au-delà de la porte de Spandau, au nord de la Spandauer Straße. Au moment de la démolition de la forteresse de Berlin vers 1750, le comte Hans Christoph Friedrich von Hacke (1699-1754), général de l'armée prussienne et commandant de Berlin, aménage la place sur commission de Frédéric le Grand. L'endroit a été d'abord officieusement appelé Hackescher Markt avant de l'être officiellement le 23 juillet 1840. Non loin de là, le bâtiment représentatif de la bourse de Berlin a été inauguré en 1863 ; la gare ferroviaire du Stadtbahn est mise en service en 1882 sous le nom de Börse.
Située à Berlin-Est pendant la division de l'Allemagne, la place est devenue moins importante que le centre-ville reconstruit sur l'Alexanderplatz voisine. Ce n'est qu'avec la réunification en 1990 que les anciens bâtiments ont été rénovés et la place fait l'objet d'un réaménagement afin d'améliorer l'accès des piétons.

## Transports en commun
Plusieurs lignes de tramway (M1, M4, M5 et M6) et de S-Bahn (S3, S5, S7 et S9) circulent sur Hackescher Markt.